# Hipólito Francisco de Villegas
Hipólito Francisco de Villegas Quevedo y Machado Manzanares Maciel (Buenos Aires, 13 de agosto de 1761 - Santiago de Chile, 12 de abril de 1838) era un hidalgo rioplatense y un jurisconsulto radicado y titulado como primer abogado de la Capitanía General de Chile, además de una figura política que participara activamente en su guerra de independencia, sirviendo como su primer ministro de finanzas. Fue asignado por el general José de San Martín, quien fuera el gobernador intendente de Cuyo, como apoderado del Ejército de los Andes y que, luego de la Batalla de Chacabuco, fuera nombrado primer ministro de Hacienda, el 18 de febrero de 1817, por el nuevo director supremo chileno Bernardo O'Higgins. En esa calidad fue uno de los firmantes del Acta de Independencia. También fue dos veces diputado, representando a Coquimbo en 1811 y a Huasco en 1823, entre otras labores burocráticas destacadas.

## Biografía

### Origen familiar y nacimiento

Gran Virreinato del Perú en su máxima extensión, desde 1650 hasta 1717.

Hipólito de Villegas nació en Buenos Aires, capital de la gobernación del Río de la Plata del Virreinato del Perú, el 13 de agosto de 1761 siendo hijo del hidalgo cántabro-español Francisco de Villegas y López Quevedo (n. Cóbreces, provincia de los Nueve Valles, 24 de marzo de 1730) quien fuera procurador de los tribunales de Cóbreces
María Mercedes Fernández Machado de Melo y Manzanares Maciel (n. Buenos Aires, 27 de octubre de 1733), era su madre, quien fuera a su vez una hija de Juan Fernández Álvarez y de Ana Machado Cabral de Melo Manzanares Aguilar y Maciel Pacheco Colares Escobar quien fuera una descendiente directa de adelantados, conquistadores, fundadores de ciudades, gobernantes y primeros pobladores rioplatenses de origen luso-hispano. 
Francisco y María Mercedes fueron padres de once hijos, tres de los cuales se destacaron y dos que dejaron descendencia documentada, siendo estos Hipólito Francisco de Villegas aquí tratado, el sacerdote y presbítero de Córdoba Manuel Buenaventura de Villegas (n. Buenos Aires, 1767) y el doctor Miguel Mariano de Villegas.

### Estudios académicos en Buenos Aires y en Santiago de Chile

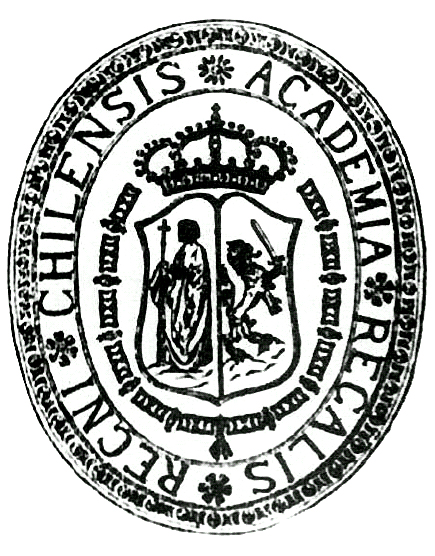
Escudo de la Real Universidad de San Felipe.

Villegas hizo sus estudios elementales en el Real Colegio de San Carlos. Su familia se trasladó a la Capitanía General de Chile en 1784, cuando él tenía temprana edad.
Estudió en la Real Universidad de San Felipe de Santiago titulándose como abogado el 13 de diciembre de 1788, transformándose en el primer abogado titulado en Chile.

### Primeras gestiones como Jurisconsulto
Habiéndose titulado como jurisconsulto comandó los resguardos del Norte y posteriormente fue juez de comisión en causas referentes al contrabando. En el desempeño de este cargo intervino en el asunto referente al apresamiento del buque inglés Scorpion, y en el caso del asesinato de su capitán Bunker.
El 30 de octubre de 1797 fue designado contador de Temporalidades (de las rentas eclesiásticas).

### Participación en el proceso de la Independencia de Chile

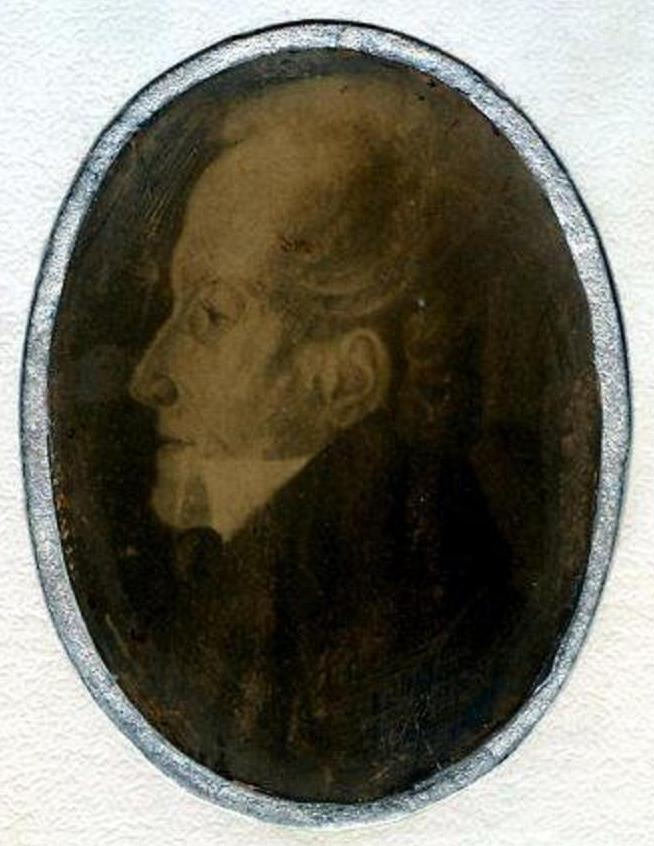
Doctor Miguel Mariano de Villegas.

En marrón: la Capitanía General de Chile en 1783, con administración autónoma dentro del Virreinato del Perú, desde 1733 hasta el 15 de mayo de 1798, separándose en esta fecha por Real Cédula y en forma definitiva.

Durante la revolución chilena le cupo destacada actuación al asistir al Cabildo Abierto del 18 de septiembre de 1810. En febrero de 1811 firmó el acta de adhesión a la Junta de Buenos Aires, siendo su hermano Miguel Mariano de Villegas, asesor de gobierno y síndico del Cabildo, hecho que contribuiría con el futuro apoyo de la columna auxiliar de Buenos Aires y al posterior Cruce de los Andes.
Fue miembro honorario del Supremo Tribunal de Justicia, además de ser parte integrante de la Logia Lautaro. Fue diputado en el Primer Congreso Nacional chileno el 25 de septiembre de 1811 representando a Coquimbo —los electores habían destituido al electo presbítero realista Marcos Gallo— que había iniciado sus deliberaciones el 4 de julio del mismo año, y ocupando la vicepresidencia del mismo, desde el 22 de noviembre hasta que fue disuelto el 2 de diciembre del mismo año.
Contribuyó como miembro de la comisión que proyectó la Constitución provisoria de 1812 y a la instalación de la primera imprenta chilena que editó el periódico La Aurora de chile y cuya dirección se la confió al sacerdote Camilo Henríquez. También formó parte de la Sociedad de Amigos del País. En 1813 fue comisario general del Ejército.

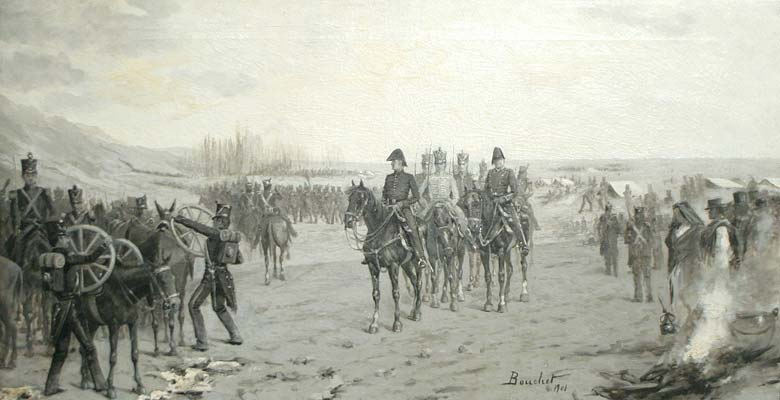
El Ejército de los Andes en El Plumerillo del Cuyo.

El 11 de marzo de 1814 se le nombró ministro Tesorero del Estado pero al ser enemigo de los hermanos Carrera, y estos haber sido triunfantes del motín de julio de ese año, le desterraron a la ciudad de Mendoza —capital de la entonces intendencia de Cuyo que formaba parte de las Provincias Unidas del Río de la Plata (actual República Argentina)— y bajo el seudónimo de «Cardigondis», colaboró en el periódico bonaerense El Censor y en La Prensa Argentina, en 1815 y 1816.
En la capital cuyana, el general José de San Martín —designado intendente gobernador desde el 10 de agosto de 1814 hasta el 24 de septiembre de 1816, por el entonces director supremo argentino Gervasio Antonio de Posadas— le nombró apoderado del Ejército de los Andes para percibir los fondos que recolectaban con el objeto de proveer la manutención de las tropas. Es así que desde 19 de enero hasta el 8 de febrero de 1817 acompañó al general José de San Martín en el famoso Cruce de los Andes.

### Cargos burocráticos y gestión durante la República

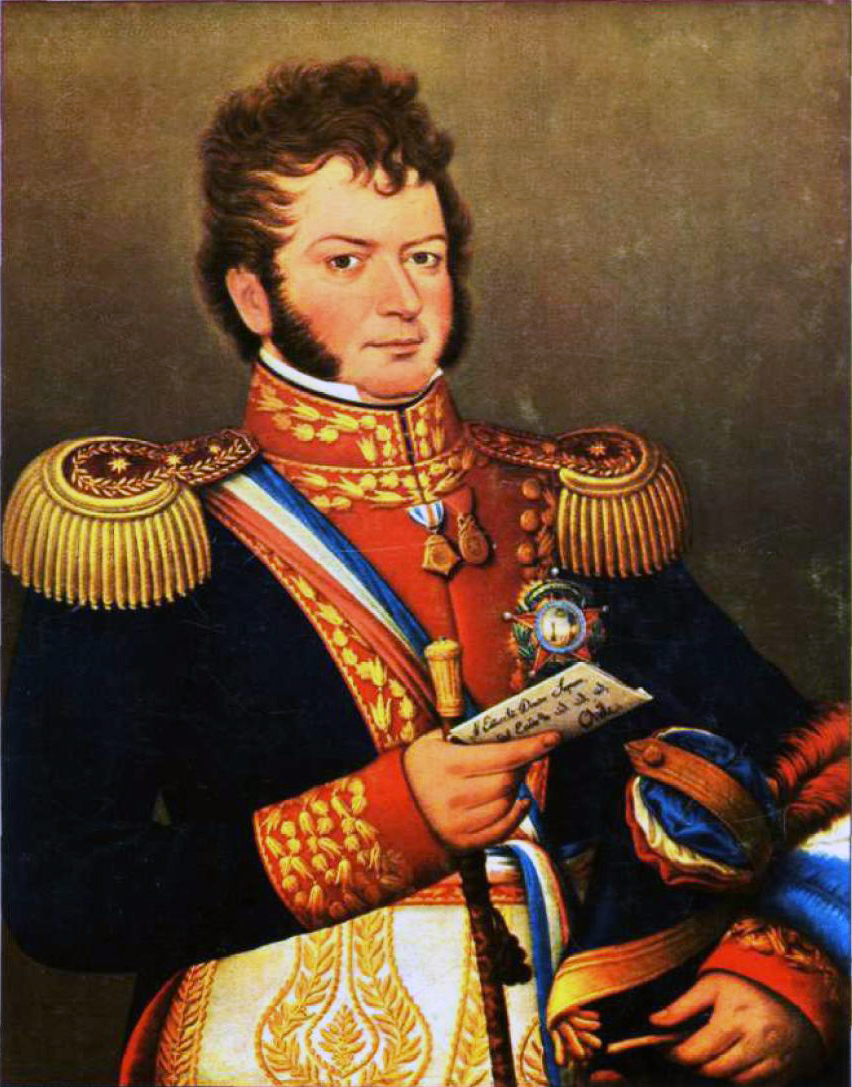
Director supremo Bernardo O'Higgins.

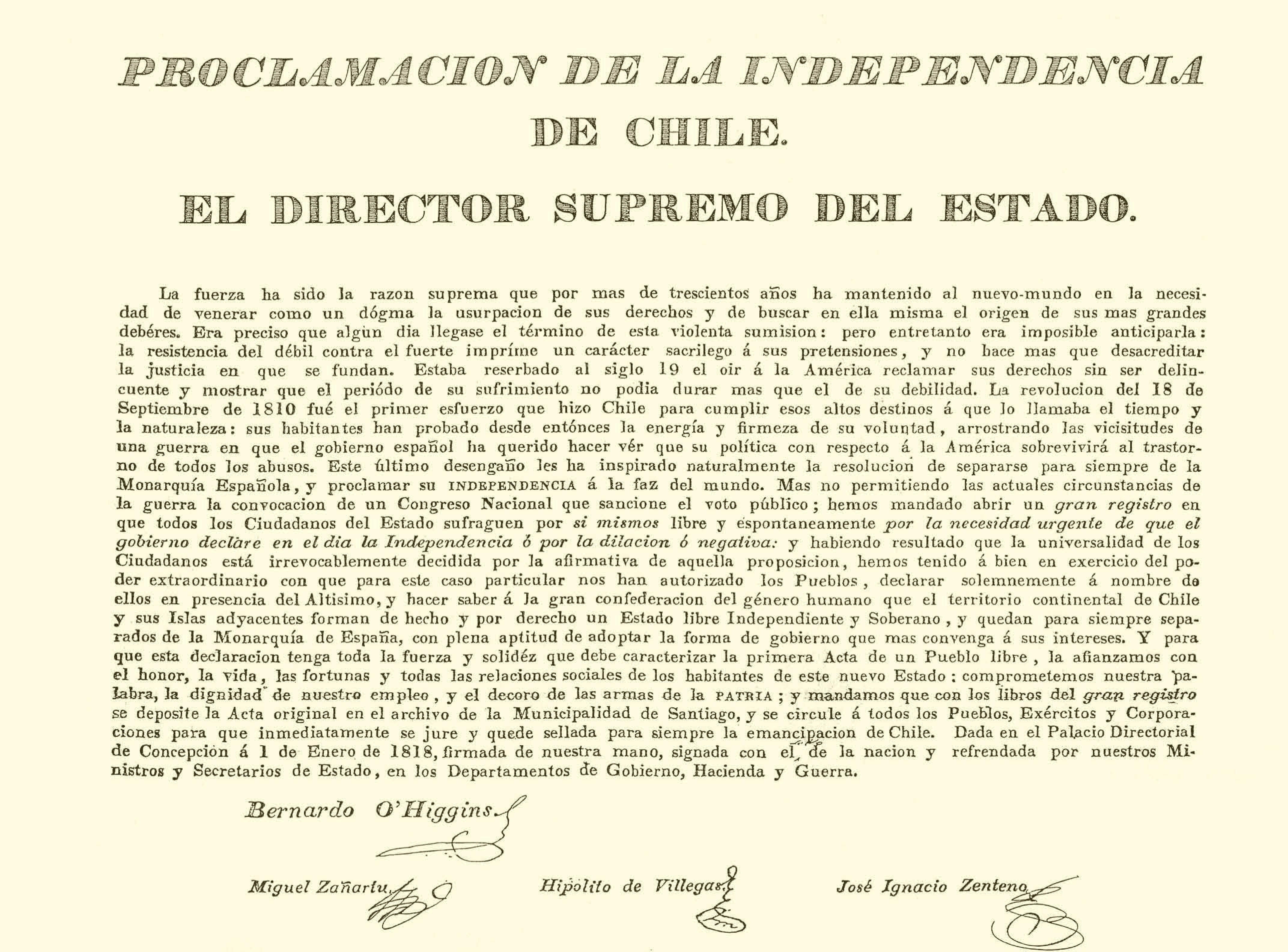
Acta de Independencia de Chile firmado también por el doctor Villegas en calidad de ministro.

Después de la Batalla de Chacabuco, fue restituido Hipólito de Villegas en su cargo de ministro Tesorero chileno por el nuevo director supremo Bernardo O'Higgins, y al poco tiempo, convirtiéndose desde el 18 de febrero de 1817 en el primer ministro de Hacienda de Chile. En tal carácter, se consagró a restablecer la economía del Estado y a regularizar sus finanzas. Realizó diversas acciones para sanear la hacienda pública, que no dieron los resultados esperados, como dar derecho a rebajar el precio de la onza de pan a los panaderos, debiendo pagar el fisco derechos dobles, creó una contribución por los animales que se sacrificaban y el estanco del tabaco, se rebajaron los sueldos, así como otras medidas.
En su calidad de ministro, pudo firmar el Acta de Independencia de Chile el 2 de febrero de 1818 (aunque la fecha que figuraba era del 1 de enero). Dejó el cargo el 30 de marzo de 1818, asumiendo Anselmo de la Cruz.
Después de la caída de O'Higgins, se le nombró fiscal en el juicio que se le instruyó a dicho mandatario, pero rechazó la designación, en un gesto de lealtad.
Fue elegido diputado suplente —en reemplazo del diputado Vicente García que se le había concedido licencia— en el Congreso General Constituyente de 1823, representando a Huasco desde el 24 de septiembre, fecha en que prestó juramento pero renunciando al mes siguiente. Se retiró de la vida pública aunque continuó ayudando a los dirigentes de la época. 
Falleció en Santiago de Chile, el 12 de abril de 1838.

## Matrimonio y descendencia
Hipólito Francisco de Villegas se unió en matrimonio en ese país con Juana de Astorga y Blanco, conformando la rama chilena del linaje americano Villegas-Quevedo, teniendo seis hijos:
- Andrés Villegas Astorga[4] (bº. Santiago de Chile, 1804)  titulado de abogado el año 1829. Casado con Mercedes Villalón Astorga, con descendencia.

- Rosa Villegas Astorga.
- Mercedes Villegas Astorga en primeras nupcias con Domingo Pérez de Saavedra y en segundas con Domingo Pérez de Palacios (también en su segundo enlace).
- Rosario Villegas Astorga en matrimonio con Domingo de Frutos.
- Máximo Villegas Astorga.
- Carmen Villegas Astorga.